# Ibiza Lufthavn
Ibiza Lufthavn (IATA: IBZ, ICAO: LEIB) er en lufthavn i Spanien der betjener de Baleariske Øer Formentera og Ibiza. Den er beliggende syv kilometer sydvest fra Ibizas hovedby Ibiza.
Fra april til september er der meget chartertrafik med turister, hvorfor næste 85% af lufthavnens passagerer bliver betjent i de seks måneder. I 2012 betjente lufthavnen 5.555.071 passagerer.

## Historie
Lufthavnen blev etableret som en midlertidig militær lufthavn under den Spanske borgerkrig, og forblev åben efter konflikten til brug ved nødsituationer.
I 1949 åbnede man lufthavnen for indenrigs- og udenrigsflyvninger, men stoppede igen i 1951. Som en konsekvens af den stigende turistindustri på de Baleariske Øer, og især hos naboen Mallorca, at man i 1958 igen åbnede for civil lufttrafik. Den 1. april blev der officielt givet tilladelse, og inden årets udgang var der ruter til Palma de Mallorca, Barcelona, Valencia og Madrid.
Igennem årene er lufthavnen blev renoveret og udvidet flere gange, så den blev rustet til den stigende trafik med turister. I slutningen af 1990'erne betjente man over 3.6 millioner passagerer. Det tal var i 2012 vokset til 5.5 millioner passagerer, ligesom der blev foretaget 61.000 starter og landinger.

## Galleri
- Lufthavnsterminalen i aftenlys.